# Campionati mondiali di nuoto 1994
La 7ª edizione dei campionati mondiali di nuoto si è disputata a Roma (Italia) dal 1º all'11 settembre 1994, negli impianti del Foro Italico.

Il programma della rassegna è rimasto invariato rispetto a Perth 1991.
Claudio Baglioni fu scelto per comporre l'inno della manifestazione, Acqua nell'acqua.
Per la prima volta sono andate a medaglia nazioni da tutti e cinque i continenti.
La Cina si è imposta come miglior nazione, conquistando 16 titoli mondiali, 12 dei quali nel nuoto femminile. Tuttavia le prestazioni delle cinesi erano state falsate dall'utilizzo di sostanze illecite, fatto che ha provocato il più consistente scandalo doping della storia dei mondiali.

## Lo scandalo doping
I campionati di Roma sono stati il punto d'arrivo del dominio cinese nel nuoto in piscina a livello femminile: le atlete del Dragone conquistarono dodici medaglie d'oro su sedici. Già durante i campionati sorsero numerose polemiche sulla regolarità delle prestazioni delle atlete cinesi, tanto che durante la competizione ventuno tecnici di paesi partecipanti sottoscrissero un documento nel quale si lanciava l'allarme per il pressante problema del doping nel nuoto e si chiedeva alla FINA di dare la "massima priorità" alla questione; sebbene il documento non accusava nessun paese in particolare era evidente che gli allenatori puntavano il dito sulla nazionale cinese. Alcune testate giornalistiche, atlete ed ex atlete (tra cui Novella Calligaris) ipotizzarono un possibile doping istituzionale della nazionale cinese come quello che era stato effettuato in passato dalla DDR; la rivista statunitense Swimming World Magazine non tenne in considerazione i tempi delle atlete cinesi nelle graduatorie mondiali.
Questi sospetti furono confermati, due mesi dopo, quando furono resi noti i risultati dei test antidoping effettuati durante i Giochi asiatici ad Hiroshima di ottobre.
Le atlete trovate positive furono Yang Aihua, oro nei 400 stile libero e nella staffetta 4x200 ai Mondiali di Roma, Zhou Guanbin, oro nella staffetta 4x200 a Roma, e la diciassettenne Lu Bin, vincitrice di tre medaglie d'oro e due d'argento a Roma, quest'ultima risultò positiva anche in un test a sorpresa effettuato a settembre.
Alle donne si aggiunse anche la positività di quattro nuotatori: Hu Bin, Xiong Guoming, Xue Wei, Fu Yong.
Per tutti la sostanza proibita riscontrata dai test fu la stessa il Dehydrotestosterone, aumentando così gli indizi a favore dell'ipotesi sul doping sistematico.
I tecnici australiani rilasciarono interviste nelle quali dichiararono che i sette nuotatori caduti nella rete antidoping ai Giochi d'Asia di Hiroshima sarebbero stati "soltanto la punta di un iceberg di dimensioni colossali".
In seguito a queste evidenze, la federazione internazionale di nuoto e la federazione cinese squalificarono gli atleti trovati dopati, tuttavia la Fina non revocò le medaglie vinte a Roma essendo gli atleti stati scoperti in controlli effettuati, seppur solo un mese dopo, successivamente alla competizione.
Lo scandalo doping demolì la nazionale cinese di nuoto. Alle Olimpiadi di Atlanta due anni dopo, competizione nella quale prima dello scandalo doping i tecnici cinesi contavano di conquistare numerose medaglie, i cinesi vinsero un'unica medaglia d'oro.

## Medagliere
| Pos.   | Paese         | Oro | Argento | Bronzo   | Totale |
| ------ | ------------- | --- | ------- | -------- | ------ |
| 1      | Cina          | 16  | 10      | 2        | 28     |
| 2      | Stati Uniti   | 7   | 10      | 8        | 25     |
| 3      | Russia        | 5   | 7       | 5        | 17     |
| 4      | Australia     | 5   | 3       | 4        | 12     |
| 5      | Ungheria      | 3   | 3       | 4        | 10     |
| 6      | Finlandia     | 2   | 2       | 0        | 4      |
| 7      | Canada        | 1   | 2       | 2        | 5      |
| 8      | Spagna        | 1   | 2       | 0        | 3      |
| 8      | Svezia        | 1   | 2       | 0        | 3      |
| 10     | Germania      | 1   | 1       | 6        | 8      |
| 11     | Italia        | 1   | 0       | 2        | 3      |
| 12     | Polonia       | 1   | 0       | 0        | 1      |
| 12     | Zimbabwe      | 1   | 0       | 0        | 1      |
| 14     | Giappone      | 0   | 2       | 1        | 3      |
| 15     | Nuova Zelanda | 0   | 1       | 2        | 3      |
| 16     | Paesi Bassi   | 0   | 1       | 0        | 1      |
| 17     | Belgio        | 0   | 0       | 2        | 2      |
| 17     | Brasile       | 0   | 0       | 2        | 2      |
| 17     | Costa Rica    | 0   | 0       | 2        | 2      |
| 20     | Lituania      | 0   | 0       | 1        | 1      |
| 20     | Messico       | 0   | 0       | 1        | 1      |
| Totale | Totale        | 45  | 46      | 44 ! 135 |        |

## Nuoto in acque libere

### Uomini
| Evento | Oro           | Perform.   | Argento     | Perform.   | Bronzo           | Perform.   |
| 25 km  | Greg Streppel | 5h35'26"56 | David Bates | 5h36'31"70 | Alekseij Akat'ev | 5h37'26"43 |

### Donne
| Evento | Oro                | Perform.   | Argento     | Perform.   | Bronzo               | Perform.   |
| 25 km  | Melissa Cunningham | 5h48'25"04 | Rita Kovács | 5h50'13"76 | Shelley Taylor-Smith | 5h53'12"82 |

## Nuoto

### Uomini
| Evento               | Oro                                                                 | Perform.   | Argento                                                                   | Perform. | Bronzo                                                                  | Perform. |
| Stile libero         |                                                                     |            |                                                                           |          |                                                                         |          |
| 50 m                 | Aleksandr Popov                                                     | 22"17      | Gary Hall Jr.                                                             | 22"44    | Raimundas Maužolis                                                      | 22"52    |
| 100 m                | Aleksandr Popov                                                     | 49"12      | Gary Hall Jr.                                                             | 49"41    | Gustavo Borges                                                          | 49"52    |
| 200 m                | Antti Kasvio                                                        | 1'47"32    | Anders Holmertz                                                           | 1'48"24  | Danyon Loader                                                           | 1'48"49  |
| 400 m                | Kieren Perkins                                                      | 3'43"80 RM | Antti Kasvio                                                              | 3'48"55  | Danyon Loader                                                           | 3'48"62  |
| 1500 m               | Kieren Perkins                                                      | 14'50"52   | Daniel Kowalski                                                           | 14'53"42 | Steffen Zesner                                                          | 15'09"20 |
| Dorso                |                                                                     |            |                                                                           |          |                                                                         |          |
| 100 m                | Martín López-Zubero                                                 | 55"17      | Jeff Rouse                                                                | 55"51    | Tamás Deutsch                                                           | 55"69    |
| 200 m                | Vladimir Sel'kov                                                    | 1'57"42    | Martín López-Zubero                                                       | 1'58"75  | Royce Sharp                                                             | 1'58"86  |
| Rana                 |                                                                     |            |                                                                           |          |                                                                         |          |
| 100 m                | Norbert Rósza                                                       | 1'01"24    | Károly Güttler                                                            | 1'01"44  | Frederik Deburghgraeve                                                  | 1'01"79  |
| 200 m                | Norbert Rósza                                                       | 2'12"18    | Eric Wunderlich                                                           | 2'12"87  | Károly Güttler                                                          | 2'14"12  |
| Farfalla             |                                                                     |            |                                                                           |          |                                                                         |          |
| 100 m                | Rafał Szukała                                                       | 53"51      | Lars Frölander                                                            | 53"65    | Denis Pankratov                                                         | 53"68    |
| 200 m                | Denis Pankratov                                                     | 1'56"54    | Danyon Loader                                                             | 1'57"99  | Chris-Carol Bremer                                                      | 1'58"11  |
| Misti                |                                                                     |            |                                                                           |          |                                                                         |          |
| 200 m                | Jani Sievinen                                                       | 1'58"16 RM | Greg Burgess                                                              | 2'00"86  | Attila Czene                                                            | 2'01"84  |
| 400 m                | Tom Dolan                                                           | 4'12"30 RM | Jani Sievinen                                                             | 4'13"29  | Eric Namesnik                                                           | 4'15"69  |
| Staffette            |                                                                     |            |                                                                           |          |                                                                         |          |
| 4x100 m stile libero | Stati Uniti Jon Olsen Josh Davis Uğur Taner Gary Hall Jr.           | 3'16"90    | Russia Roman Tchegolev Vladimir Predkin Vladimir Pyšnenko Aleksandr Popov | 3'18"12  | Brasile Fernando Scherer Téofilo Ferreira André Teixeira Gustavo Borges | 3'19"35  |
| 4x200 m stile libero | Svezia Christer Wallin Tommy Werner Lars Frölander Anders Holmertz  | 7'17"74    | Russia Yuri Mukhin Vladimir Pyšnenko Denis Pankratov Roman Tchegolev      | 7'18"13  | Germania Andreas Szigat Christian Keller Oliver Lampe Steffen Zesner    | 7'19"10  |
| 4x100 m misti        | Stati Uniti Jeff Rouse Eric Wunderlich Mark Henderson Gary Hall Jr. | 3'37"74    | Russia Vladimir Sel'kov Vasilij Ivanov Denis Pankratov Aleksandr Popov    | 3'38"28  | Ungheria Tamás Deutsch Norbert Rósza Péter Horváth Attila Czene         | 3'39"47  |

### Donne
| Evento               | Oro                                            | Perform.   | Argento                                                                | Perform. | Bronzo                                                                           | Perform. |
| Stile libero         |                                                |            |                                                                        |          |                                                                                  |          |
| 50 m                 | Jingyi Le                                      | 24"51 RM   | Natal'ja Meščerjakova                                                  | 25"10    | Amy Van Dyken                                                                    | 25"18    |
| 100 m                | Jingyi Le                                      | 54"01 RM   | Lü Bin                                                                 | 54"15    | Franziska van Almsick                                                            | 54"77    |
| 200 m                | Franziska van Almsick                          | 1'56"78 RM | Lü Bin                                                                 | 1'56"89  | Claudia Poll                                                                     | 1'57"61  |
| 400 m                | Aihua Yang                                     | 4'09"64    | Cristina Teuscher                                                      | 4'10"21  | Claudia Poll                                                                     | 4'10"61  |
| 800 m                | Janet Evans                                    | 8'29"85    | Hayley Lewis                                                           | 8'29"94  | Brooke Bennett                                                                   | 8'31"30  |
| Dorso                |                                                |            |                                                                        |          |                                                                                  |          |
| 100 m                | Cihong He                                      | 1'00"57    | Nina Živanevskaja                                                      | 1'00"83  | Barbara Bedford                                                                  | 1'01"32  |
| 200 m                | Cihong He                                      | 2'07"40    | Krisztina Egerszegi                                                    | 2'09"10  | Lorenza Vigarani                                                                 | 2'10"92  |
| Rana                 |                                                |            |                                                                        |          |                                                                                  |          |
| 100 m                | Samantha Riley                                 | 1'07"69 RM | Guohong Dai                                                            | 1'09"26  | Yuan Yuan                                                                        | 1'10"19  |
| 200 m                | Samantha Riley                                 | 2'26"87    | Yuan Yuan                                                              | 2'27"38  | Brigitte Becue                                                                   | 2'28"85  |
| Farfalla             |                                                |            |                                                                        |          |                                                                                  |          |
| 100 m                | Liu Limin                                      | 58"98      | Qu Yun                                                                 | 59"69    | Susie O'Neill                                                                    | 1'00"11  |
| 200 m                | Liu Limin                                      | 2'07"25    | Qu Yun                                                                 | 2'07"42  | Susie O'Neill                                                                    | 2'09"54  |
| Misti                |                                                |            |                                                                        |          |                                                                                  |          |
| 200 m                | Lü Bin                                         | 2'12"34    | Allison Wagner                                                         | 2'14"40  | Elli Overton                                                                     | 2'15"26  |
| 400 m                | Guohong Dai                                    | 4'39"14    | Allison Wagner                                                         | 4'39"98  | Kristine Quance                                                                  | 4'42"21  |
| Staffette            |                                                |            |                                                                        |          |                                                                                  |          |
| 4×100 m stile libero | Cina Jingyi Le Shan Ying Le Ying Lü Bin        | 3'37"91 RM | Stati Uniti Angel Martino Amy Van Dyken Nicole Haislett Jenny Thompson | 3'41"50  | Germania Franziska van Almsick Katrin Meißner Kerstin Kielgass Daniela Hunger    | 3'42"94  |
| 4×200 m stile libero | Cina Le Ying Aihua Yang Guanbin Zhou Lü Bin    | 7'57"96    | Germania Kerstin Kielgass Franziska van Almsick Julia Jung Dagmar Hase | 8'01"37  | Stati Uniti Cristina Teuscher Jenny Thompson Janet Evans Nicole Haislett         | 8'03"16  |
| 4×100 m misti        | Cina Cihong He Guohong Dai Limin Liu Jingyi Le | 4'01"67 RM | Stati Uniti Lea Loveless Kristine Quance Amy Van Dyken Jenny Thompson  | 4'06'53  | Russia Nina Živanevskaja Olga Prokhorova Svetlana Potdeeva Natalya Mersheryakova | 4'06"70  |

## Tuffi

### Uomini
| Evento          | Oro            | Perform. | Argento        | Perform. | Bronzo             | Perform. |
| Trampolino 1m   | Evan Stewart   | 382.14   | Lan Wei        | 375.18   | Brian Earley       | 361.59   |
| Trampolino 3m   | Yu Zhuocheng   | 655.44   | Dmitrij Sautin | 646.59   | Wang Tianling      | 638.22   |
| Piattaforma 10m | Dmitrij Sautin | 634.71   | Sun Shuwei     | 630.03   | Vladimir Timošinin | 607.32   |

### Donne
| Evento          | Oro         | Perform. | Argento     | Perform. | Bronzo            | Perform. |
| Trampolino 1m   | Chen Lixia  | 279.30   | Tan Shuping | 276.00   | Annie Pellettier  | 273.84   |
| Trampolino 3m   | Tan Shuping | 548.49   | Vera Il'ina | 498.60   | Claudia Bockner   | 480.15   |
| Piattaforma 10m | Fu Mingxia  | 434.04   | Chu Bin     | 420.04   | Maria José Alcalá | 396.48   |

## Nuoto Sincronizzato
| Evento  | Oro                                         | Perform. | Argento                                                                 | Perform. | Bronzo         | Perform. |
| Solo    | Becky Dyroen-Lancer                         | 191.140  | Fumiko Okuno                                                            | 187.306  | Lisa Alexander | 186.926  |
| Duo     | Stati Uniti Becky Dyroen-Lancer Jill Suduth | 187.009  | Giappone Fumiko Okuno Miya Tachibana Canada Erin Woodley Lisa Alexander | 186.259  |                |          |
| Squadra | Stati Uniti                                 | 185.883  | Canada                                                                  | 183.263  | Giappone       | 183.215  |

## Pallanuoto
| Evento                  | Oro      | Argento     | Bronzo |
| T. Maschile (Dettagli)  | Italia   | Spagna      | Russia |
| T. Femminile (Dettagli) | Ungheria | Paesi Bassi | Italia |